# Ottawa County (Kansas)
Ottawa County ist ein County im Bundesstaat Kansas der Vereinigten Staaten. Der Verwaltungssitz (County Seat) ist Minneapolis (Kansas). Das U.S. Census Bureau hat bei der Volkszählung 2020 eine Einwohnerzahl von 5735 ermittelt.
Das County gehört zu den Dry Countys, was bedeutet, dass der Verkauf von Alkohol eingeschränkt oder verboten ist.

## Geographie
Das County liegt nordöstlich des geographischen Zentrums von Kansas, ist im Norden etwa 80 km von Nebraska entfernt und hat eine Fläche von 1870 Quadratkilometern, wovon zwei Quadratkilometer Wasserfläche sind. Es grenzt an folgende Countys (im Uhrzeigersinn): Cloud County, Clay County, Dickinson County, Saline County, Lincoln County und Mitchell County.

## Geschichte
Ottawa County wurde am 27. Februar 1860 gebildet. Benannt wurde es nach den Ottawa, einem Indianerstamm.
2 Stätten des Countys sind im National Register of Historic Places eingetragen (Stand 30. August 2017).

## Demografische Daten

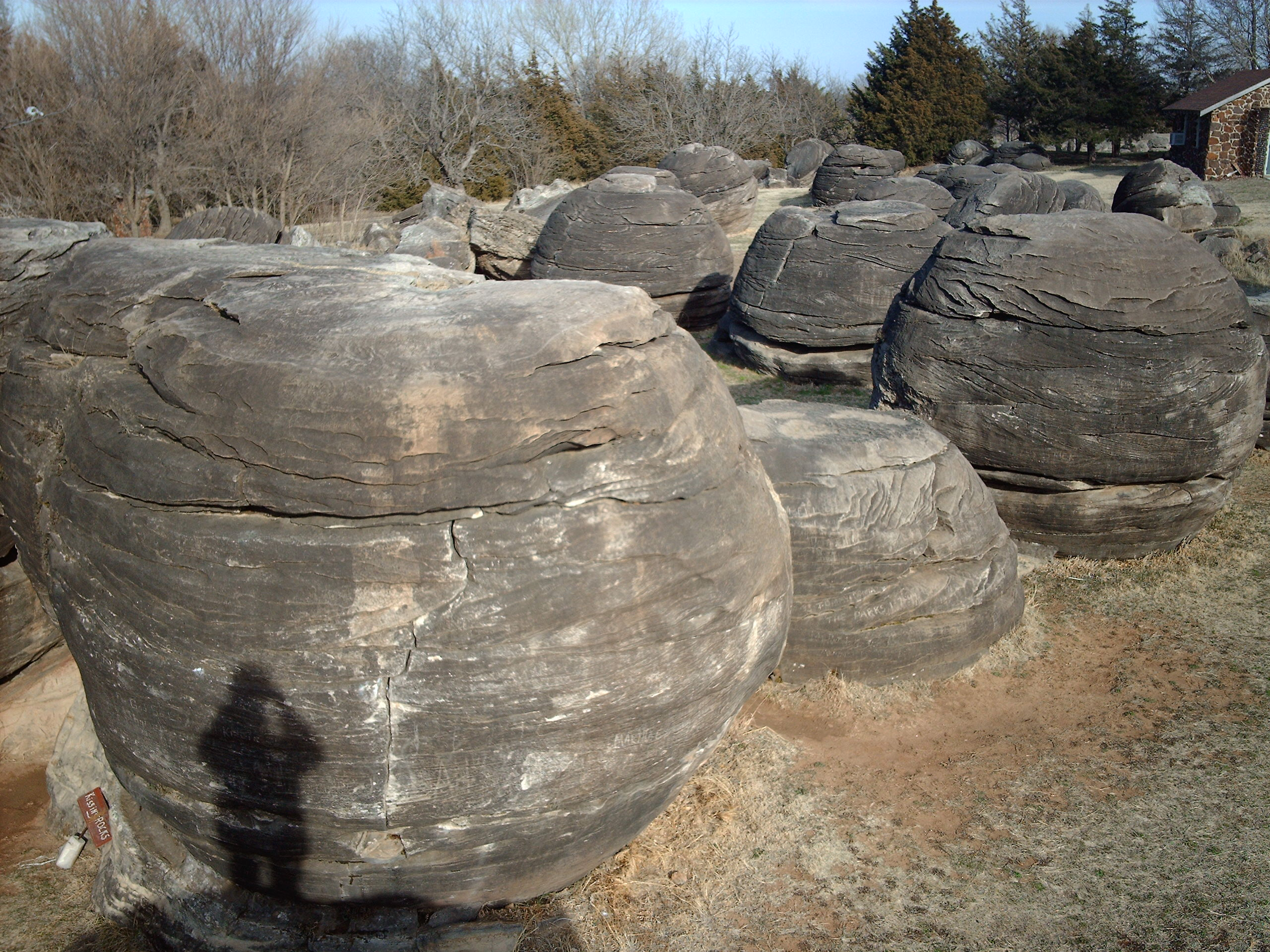
Park aus natürliche Sandsteinskulpturen, genannt Rock City, nahe dem Solomon River

Nach der Volkszählung im Jahr 2000 lebten im Ottawa County 6163 Menschen in 2430 Haushalten und 1718 Familien im Ottawa County. Die Bevölkerungsdichte betrug 3 Einwohner pro Quadratkilometer. Ethnisch betrachtet setzte sich die Bevölkerung zusammen aus 97,53 Prozent Weißen, 0,54 Prozent Afroamerikanern, 0,37 Prozent amerikanischen Ureinwohnern, 0,13 Prozent Asiaten, 0,02 Prozent Bewohnern aus dem pazifischen Inselraum und 0,32 Prozent aus anderen ethnischen Gruppen; 1,09 Prozent stammten von zwei oder mehr Ethnien ab. 1,30 Prozent der Bevölkerung waren spanischer oder lateinamerikanischer Abstammung.
Von den 2430 Haushalten hatten 31,6 Prozent Kinder unter 18 Jahren, die mit ihnen gemeinsam lebten. 61,4 Prozent waren verheiratete, zusammenlebende Paare, 6,3 Prozent waren allein erziehende Mütter und 29,3 Prozent waren keine Familien. 25,7 Prozent aller Haushalte waren Singlehaushalte und in 13,4 Prozent lebten Menschen mit 65 Jahren oder darüber. Die Durchschnittshaushaltsgröße betrug 2,46 und die durchschnittliche Familiengröße betrug 2,96 Personen.
25,7 Prozent der Bevölkerung waren unter 18 Jahre alt. 5,8 Prozent zwischen 18 und 24 Jahre, 26,7 Prozent zwischen 25 und 44 Jahre, 24,2 Prozent zwischen 45 und 64 Jahre und 17,6 Prozent waren 65 Jahre alt oder älter. Das Durchschnittsalter betrug 40 Jahre. Auf 100 weibliche Personen kamen 99,9 männliche Personen. Auf 100 erwachsene Frauen ab 18 Jahren kamen 95,9 Männer.
Das jährliche Durchschnittseinkommen eines Haushalts betrug 38.009 USD, das Durchschnittseinkommen einer Familie betrug 46.033 USD. Männer hatten ein Durchschnittseinkommen von 30.761 USD, Frauen 21.380 USD. Das Prokopfeinkommen betrug 17.663 USD.
5,1 Prozent der Familien und 8,6 Prozent der Bevölkerung lebten unterhalb der Armutsgrenze.

## Orte im County
- Ada
- Alfmil
- Bennington
- Brewer
- Culver
- Delphos
- Lamar
- Lindsey
- Minneapolis
- Niles
- Sumnerville
- Tescott
- Verdi
- Vine Creek
- Wells

Townships
- Bennington Township
- Blaine Township
- Buckeye Township
- Center Township
- Chapman Township
- Concord Township
- Culver Township
- Durham Township
- Fountain Township
- Garfield Township
- Grant Township
- Henry Township
- Lincoln Township
- Logan Township
- Morton Township
- Ottawa Township
- Richland Township
- Sheridan Township
- Sherman Township
- Stanton Township